# آلان كايلي
آلان كايلي عالم اجتماع فرنسي ولد في 2 يونيو 1944 في العاصمة الفرنسية باريس. شارك في إعادة اكتشاف مارسيل موس، الذي تم إهمال أبحاثه وتحليلاته لصالح تحليلات إميل دوركهايم. في هذا السياق، طور ما أسماه نموذج الهبة الذي يأمل أن يؤسس عليه علم اجتماعي عام (بما في ذلك الفلسفة الأخلاقية والسياسية).
هو أستاذ فخري في علم الاجتماع بجامعة باريس نانتير لاديفانس. أدار تخصص درجة الماجستير في العلوم الاجتماعية وعلم الاجتماع (المجتمع والاقتصاد والسياسة). عضو في المجلس التنفيذي لمدرسة الدكتوراه في الاقتصاد والمنظمات والمجتمع، وكان أيضًا مديرًا مشاركًا ومؤسسًا مشاركًا لـ SOPHIAPOL (GEODE سابقًا)، وهو مختبر الجامعة لعلم الاجتماع والفلسفة والأنثروبولوجيا السياسية.
أدار Revue du MAUSS (الحركة المناهضة للنفعية في العلوم الاجتماعية) منذ تأسيسها. تم توزيع هذه المجلة المتعددة التخصصات في العديد من البلدان. وهي مقترنة بمجلة إلكترونية على الإنترنت، Revue du Mauss، الوصول إليها مجاني وهي متابعة على نطاق واسع خاصة من قبل الطلاب. في الوقت نفسه، شارك في إدارة مجموعة Bibliothèque du Mauss، التي نشرت حوالي خمسين عنوانًا مع La Découverte، وحوالي عشرين عنوانًا مع Éditions Le Bord de l'Eau.

## السيرة الذاتية
كطالب شاب في علم الاجتماع والاقتصاد، أخذ دروسًا خاصة مع ريموند آرون وأعد أطروحة حول "التخطيط كإيديولوجيا للبيروقراطية" تحت إشرافه. في سن ال 23، أصبح مساعد كلود ليفورت في علم الاجتماع في جامعة كاين. في نفس الوقت كتب رسالة أخرى في مجال الاقتصاد: مقال عن أيديولوجية العقلانية الاقتصادية ومفهوم الرأسمالية. بعد رسالة الدكتوراه في الاقتصاد، دافع عن الدكتوراه في الأدب (علم الاجتماع) وكان أستاذًا ومديرًا لقسم علم الاجتماع في جامعة كاين.
شارك في تأسيس MAUSS (الحركة المناهضة للمنفعة في العلوم الاجتماعية) في عام 1981، وأدار Revue du MAUSS، التي نشرتها Éditions La Découverte.
أصبح أستاذًا لعلم الاجتماع في جامعة باريس غرب نانتير لاديفانس في عام 1994. هناك، أدار تخصص المجتمع والاقتصاد والسياسة والعمل (SEPT) لدرجة الماجستير في العلوم الاجتماعية وعلم الاجتماع (مدرسة الدكتوراه "الاقتصاد والمنظمات والمجتمع"، وهو أيضًا عضو في المجلس التنفيذي) ويدير GÉODE (مجموعة دراسة ومراقبة الديمقراطية)، وهو مختبر علم اجتماع سياسي يندمج مع مختبر الفلسفة السياسية المعاصرة في Paris X-Nanterre ليشكل SOPHIAPOL ( علم الاجتماع ، فلسفة الأنثروبولوجيا السياسية).

## المنشورات
- روائع ومآسي العلوم الاجتماعية: اسكتشات لأسطورة، باريس، دروز، 1986(ردمك 978-2600041164) .
- نقد العقل النفعي، باريس، لا ديكوفيرت، 1989(ردمك 978-2707139962) .
- La Démission des clercs. Armillaire (بالفرنسية). Paris: La Découverte. 1993. p. 296. ISBN:2-7071-2272-6.
- الهبة والفائدة وعدم المبالاة، باريس، لا ديكوفيرت، 1994(ردمك 978-2707144966) .
- أنثروبولوجيا الهبة، باريس، النموذج الثالث. باريس، Desclée de Brouwer 2000 277 ص.(ردمك 978-2220048185).
- التاريخ المعقول للفلسفة الأخلاقية والسياسية، السعادة والفائدة (تحرير A. Caillé، Ch. Lazerri and M. Senellart)، Paris، La Découverte 2001(ردمك 978-2-7071-3421-9) .
- نقد العقل النفعي، باريس لا ديكوفيرت، 2003(ردمك 978-2707139962).
- الهبة والفائدة وعدم المبالاة: بورديو، موس ، أفلاطون وعدد قليل من الآخرين، طبعة منقحة وموسعة، باريس، لا ديكوفيرت ، 2005 ،(ردمك 978-2707144966) .
- تفكيك الاقتصاد، باريس ، لا ديكوفيرت، 2005، (مكتبة MAUSS)(ردمك 978-2707145185) .
- ما الديمقراطية التي نريدها؟، باريس 2006، مجموعة. "في المنطقة"(ردمك 978-2707148001) .
- أنثروبولوجيا الهبة: النموذج الثالث، باريس 2007،(ردمك 978-2707152480) .
- التاريخ المعقول للفلسفة الأخلاقية والسياسية، مع ميشيل سينيلارت، كريستيان لازيري، كولكتيف، باريس، فلاماريون، 2007، كول.